# 2e régiment de cavalerie du Colorado
Le 2e régiment de cavalerie du Colorado était un régiment de cavalerie de l'armée de l'Union pendant la guerre de Sécession.

## Historique
Le 2e régiment de cavalerie du Colorado fut créé à Saint-Louis dans le Missouri par la fusion en octobre 1863 du 2e régiment d'infanterie du Colorado et du 3e régiment d'infanterie du Colorado, sous le commandement du colonel James Hobart Ford (en).
Le régiment était rattaché au district du sud-est du Missouri, département du Missouri, jusqu'en décembre 1863. Il fut ensuite transféré au district de Saint-Louis, département du Missouri, jusqu'en janvier 1864 puis au district du centre du Missouri, département du Missouri, jusqu'en décembre 1864 avant d'être affecté au district de l'Arkansas supérieur jusqu'en septembre 1865.
La 2e régiment de cavalerie du Colorado fut dissout à Fort Leavenworth, au Kansas, le 23 septembre 1865.

## Engagements
Le régiment était stationné à Benton Barracks, dans le Missouri jusqu'en janvier 1863. À partir de janvier 1863, les compagnies F, G, H et K furent engagées dans le territoire du Colorado depuis Fort Lyon ainsi que dans d’autres régions jusqu’au 26 novembre 1863. 
Après Fort Lyon, ces unités séjournèrent à Fort Riley (Kansas) du 26 novembre au 25 décembre 1863. Ils se rendirent ensuite à Kansas City, dans le Missouri, et y arrivèrent le 6 janvier 1864. Ils traversèrent Kansas City pour se rendre à Dresden le 16 janvier 1864. Après avoir stationné à Dresden du 15 au 20 février, ils  rentrèrent à Kansas City. 
Les compagnies furent affectées au 4e sous-district du centre du Missouri, composé des comtés de Cass, Johnston, Bates et Vernon et engagées dans la protection des frontières du Kansas ainsi que les opérations anti-guérilla, participant à des combats presque constants, jusqu'en octobre 1864. 
- Bataille de Camden Point le 13 juillet 1864, près de Camden Point, Missouri, États-Unis.
- Opération depuis Kansas City, Independence, Westport, Hickman's Mills, Pleasant Hill et Harrisonville.
- Escarmouche à Dayton, Missouri, le 27 avril.
- Escarmouches dans le comté de Johnson du 28 au 30 avril.
- Escarmouche à Sin Hills les 29 avril et 21 mai.
- Incident à Blue River le 21 mai (détachement).
- Pleasant Hill le 28 mai.
- Reconnaissance sur Osage du 8 au 19 juin (compagnies I et L).
- Reconnaissance de Pleasant Hill du 14 au 16 juin (compagnies D, I, K et M).
- Expédition de Kansas City dans le Missouri du 18 au 20 juin (compagnies I, K et M).
- Opérations dans l'ouest du Missouri du 6 au 30 juillet.
- Près du Little Blue, comté de Jackson, 6 juillet (compagnie C).
- Camden Point le 13 juillet.
- Près de Fredericksburg le 14 juillet.
- Chemin Fayette, près de Helmsville, le 16 juillet.
- Fredericksburg le 17 juillet.
- Reconnaissance sur la rivière South Platte, Colorado.  17 au 28 juillet (détachement).
- Ragtown le 20 juillet.
- Camden Point le 22 juillet.
- Union Mills le 22 juillet.
- Pleasant Hill le 25 juillet.
- Près d'Indépendance le 1 er août (détachement).
- Reconnaissance du chemin d’indépendance vers Gunter's Mills les 1er et 3 août (compagnies F, G, I, K et L).
- Reconnaissance d'Independence jusqu'au comté de Lafayette du 2 au 8 août (détachement).
- Reconnaissance depuis Independence jusqu'aux comtés de Lafayette et de Jackson du 13 au 18 août (compagnies C, D, F, I, K et M).
- Opérations dans les comtés de Lafayette, Howard et Saline du 13 au 22 août.
- Engagement, Canadian River, Territoire indien, 21 août (détachement).
- Reconnaissance dans les comtés de Jackson et de Cass du 25 au 29 août (compagnie D).
- Escarmouche près de Pleasant Hill le 26 août (compagnie D).
- Opérations contre l'invasion de Price du 29 août au 2 décembre.
- Reconnaissance de Little Blue, comté de Jackson, 2-10 septembre (compagnie A).
- Walnut Creek le 25 septembre.
- Escarmouche près de Pleasant Hill le 26 septembre.
- Le régiment est concentré à Pleasant Hill le 1 er octobre et couvre Independence et le front de l’Armée des confins.
- Près de Lexington le 17 octobre (compagnies C, E, G, K et L).
- Lexington le 19 octobre.
- Bataille de Little Blue River le 21 octobre.
- Poursuite de Price du 21 au 28 octobre.
- Independence et ligne d'état 22 octobre.
- Big Blue et Westport le 23 octobre.
- Marias Des Cygnes, Mine Creek, rivière Little Osage, le 25 octobre.
- Newtonia le 28 octobre.
- Déplacé dans le district du Haut-Arkansas le 22 décembre, et engagé dans des opérations contre les Indiens autour de Fort Riley, Fort Zarah, Fort Ellsworth et Fort Larned jusqu'en septembre 1865.
- Escarmouche à Godfrey's Ranch, territoire du Colorado, le 14 janvier 1865 (détachement).
- Opérations sur Overland Stage, de Denver à Julesburg, territoire du Colorado, du 14 au 25 janvier (détachement).
- Escarmouche au Fort Zarah le 1er février (Compagnie C).
- Reconnaissance de Fort Larned à Crooked Creek le 9 mars (détachement).
- Près de Fort Zarah le 23 avril (détachement).
- Pawnee Rock 20 mai (détachement).
- Cow Creek Station, Plum Butte et Pawnee Rock, 12 juin (détachements).

## Commandants
- Colonel James Hobart Ford
- Major JH Pritchard - commandant à la bataille de Westport et à la bataille de Mine Creek
- Major J. Nelson Smith - commandant à la bataille de Westport ; tué au combat[1].

## Membres notables
- Soldat John "mangeur de foie" Johnson , compagnie H - homme de montagne remarquable
- Capitaine Charles Frederick Holly, compagnie H - législateur territorial du Colorado, 1861-1862, juge de la Cour suprême territoriale du Colorado, 1865-1866